# Kuhlmanniodendron apterocarpum
Kuhlmanniodendron apterocarpum là một loài thực vật có hoa trong họ Achariaceae. Loài này được (Kuhlm.) Fiaschi & Groppo mô tả khoa học đầu tiên năm 2008.